# Вигівський Іван Михайлович
Іван Михайлович Вигівський (нар. 26 березня 1980, Житомирська область, УРСР) — український поліцейський.
Начальник ГУ НПУ в Києві (з 11.08.2021 по 20.01.2023).
З 20 січня 2023 — в.о. голови Національної поліції України.
14 липня 2023 року призначений Головою Національної поліції України
.

## Життєпис
Народився 26 березня 1980 року в Житомирській області.
У 2003 році закінчив Національний університет внутрішніх справ України.
2003—2005 рр. — слідчий, старший слідчий Очаківського міськрайонного відділу МВС України в Миколаївській області.
2005—2014 рр. — заступник начальника — начальник слідчого відділу, перший заступник начальника — начальник кримінальної міліції Очаківського міськрайонного відділу міліції.
2014—2015 рр. — начальник Центрального відділу міліції УМВС України в Миколаївській області.
2015—2016 рр. — начальник Очаківського відділу поліції Головного управління Національної поліції в Миколаївській області.
2016—2020 рр. — заступник начальника — начальник Слідчого управління Головного управління Національної поліції в Миколаївській області.
2020—2021 рр. — начальник Головного управління Національної поліції в Полтавській області.
2021—2023 рр. — начальник Головного управління Національної поліції у Києві.
З 20 січня 2023 року — тимчасово виконувач обов'язків Голови Національної поліції замість Ігоря Клименка, який, також тимчасово, очолив МВС України.
14 липня 2023 року, згідно з рішенням Кабінету Міністрів України, призначений Головою Національної поліції України.

## Звання
- Генерал поліції третього рангу[9].

- Генерал поліції другого рангу[10].

## Критика
24 травня 2024 року, відповідно до розслідування Bihus.Info, користується нерухомістю родичів, що не можуть пояснити їх набуття. Автомобіль оформлено на тещу Федеронко Галину Audi SQ8.

## Сім'я
- Дружина — Валентина Вигівська.[13]
- Сестра — Альховік Оксана, власниця нелегального АЗС «Kiv Oil» в Миколаєві.[11][14]
- Донька — Єлизавета Вигівська.[13]